# Шипіцино (Вельський район)
Шипіцино (рос. Шипицыно) — присілок в Вельському районі Архангельської області Російської Федерації.
Населення становить 23 особи. Входить до складу муніципального утворення Пуйське муніципальне утворення.

## Історія
Від 1937 року належить до Архангельської області.
У 2004 року присілок увійшов до муніципального утворення Пуйське муніципальне утворення.

## Населення
| 2002 | 2010 | 2012 | 2014 |
| ---- | ---- | ---- | ---- |
| 25   | ↘16  | ↗23  | →23  |